# Scopesis
Scopesis is een geslacht van insecten uit de orde vliesvleugeligen (Hymenoptera) en de familie Ichneumonidae.

## Soorten
- S. alpivagans Heinrich, 1949
- S. areolaris (Pfankuch, 1921)
- S. bicolor (Gravenhorst, 1829)
- S. deficiens (Morley, 1933)
- S. depressa (Thomson, 1894)
- S. flavopicta (Gravenhorst, 1829)
- S. flavopictus (Gravenhorst, 1829)
- S. fraterna (Holmgren, 1857)
- S. frontator (Thunberg, 1822)
- S. gesticulator (Thunberg, 1822)
- S. guttiger (Holmgren, 1857)
- S. immatura (Gravenhorst, 1829)
- S. macropus (Thomson, 1894)
- S. obscura (Holmgren, 1857)
- S. polita (Holmgren, 1857)
- S. rubrotincta (Schmiedeknecht, 1914)
- S. rufonotata (Holmgren, 1876)
- S. sachalinensis (Uchida, 1930)
- S. suspicax (Holmgren, 1876)
- S. tarsatae Horstmann, 2006
- S. tegularis (Thomson, 1894)
- S. ulbrichti (Teunissen, 1953)